# Потапов, Алексей Николаевич
Алексе́й Никола́евич Пота́пов (1772—1847) — член Государственного и Военного советов, генерал-адъютант, генерал от кавалерии.

## Биография
Родился в Москве 28 октября 1772 г., происходил из дворян Псковской губернии и был сыном Кизлярского коменданта и впоследствии тайного советника Николая Алексеевича и Марии Николаевны урождённой Алмазовой.
Получив домашнее образование, записан был на службу 1 марта 1782 г. и зачислен в лейб-гвардии Преображенский полк, 3 ноября 1783 г. произведён в сержанты. 1 января 1794 г. выпущен ротмистром в армию и 15 апреля того же года определен в Сумский легко-конный полк.
В кампанию 1799 г. против французов участвовал в походе в корпусе А. М. Римского-Корсакова и находился в сражении при Цюрихе, 28 декабря 1799 г. за отличие произведён в майоры.
Участвуя в походах 1805 и 1806—1807 гг. против французов, Потапов 13 декабря 1806 г. был ранен саблей в голову и правое плечо в сражении при Локочине, и за особую храбрость был 21 января 1807 г. награждён орденом св. Георгия 4-й степени (№ 1718 по списку Григоровича — Степанова, № 704 по списку Судравского)
В воздаяние отличного мужества и храбрости, оказанных 13 декабря при м. Лопачине против французских войск, где при ретираде сильно ударил на неприятеля и тем много содействовал к спасению отделения, при чем получил три раны саблею в лицо и одну в правое плечо
12 декабря 1807 г. произведён в подполковники и 21 июля 1809 года назначен адъютантом к цесаревичу Константину Павловичу. Вслед за этим, 29 декабря 1809 года, переведён в лейб-гвардии Уланский полк.
12 октября 1811 года пожалован в полковники и с началом Отечественной войны 1812 года, в звании адъютанта великого князя Константина Павловича, назначен дежурным штаб-офицером гвардейского корпуса. В 1812 году он, будучи исполняющим дела дежурного штаб-офицера при начальнике всей кавалерии главных сил Ф. П. Уварове, участвовал во многих сражениях: при Шевардино, Бородине, Тарутине, Малоярославце, Вязьме, Красном и за храбрость награждён орденами св. Анны 2-й степени с алмазными знаками и св. Владимира 4-й степени.
В кампании 1813 г. был в сражении при Бауцене, за участие в сражении при Кульме 17 и 18 августа произведён в генерал-майоры и назначен дежурным генералом при великом князе Константине Павловиче. 17 сентября 1814 г. за отличие в сражении при Лейпциге Потапов получил золотую саблю с алмазными украшениями и надписью «За храбрость». В кампании следующего года Потапов сражался при Бриенне, Арси-сюр-Об, за сражение при Фершампенуазе награждён орденом св. Анны 1-й степени и 27 апреля 1814 года, после боя под Парижем и последующего занятия французской столицы русскими войсками, назначен 27 апреля командиром вновь сформированного лейб-гвардии конно-егерского полка.
В 1821 году Потапов награждён был императором Александром I золотой табакеркой с бриллиантами и вензелем государя, 30 августа 1823 года назначен дежурным генералом Главного Штаба Его Величества; на следующий год, 30 августа, получил алмазные знаки к ордену св. Анны 1-й степени, а 30 августа 1825 г. — орден св. Владимира 2-й степени.
14 декабря 1825 года Потапов был среди войск, собранных для подавления выступления декабристов, и пожалован императором Николаем I в генерал-адъютанты; 17 декабря вошёл в состав комиссии, назначенной для суда над декабристами, и за участие в ней 22 августа 1826 г. произведён был в генерал-лейтенанты и получил золотую табакерку с бриллиантами и вензелем государя. Такая же награда, с портретом государя, пожалована была ему в 1827 году.
В Турецкую кампанию 1828 г. Потапов находился все время при Императорской главной квартире, за что 30 ноября 1828 года получил аренду в Минской губернии на 12 лет, а 29 сентября — орден св. Александра Невского (алмазные знаки к сему ордену пожалованы 23 августа 1831 г.).
1 мая 1832 г. Потапов назначен был командиром 4-го резервного кавалерийского корпуса, 2 апреля 1833 г., по случаю переформирования армейской кавалерии, назначен командиром 3-го резервного кавалерийского корпуса и в этой должности состоял до 22 сентября 1845 г. За этот промежуток времени он 26 сентября 1834 года был произведён в генералы от кавалерии, 3 сентября 1837 года награждён орденом св. Владимира 1-й степени, неоднократно удостаивался выражений Высочайшего благоволения и получил три всемилостивейших рескрипта за блестящее состояние его корпуса: 30 августа 1839 года после торжественного открытия памятника на Бородинском поле (при этом ему пожалован был бриллиантовый перстень с портретом государя), 28 сентября 1842 г. и 4 января 1844 г. — по случаю 50-летия службы его в офицерских чинах.
22 сентября 1845 г., по прошению, Потапов уволен был от должности командира 3-го резервного кавалерийского корпуса и назначен шефом Рижского драгунского полка и членом Военного совета. 14 января 1846 г. Потапов был назначен членом Государственного совета и присутствовал при заседаниях Департамента военных дел.
Умер в Санкт-Петербурге 5 марта 1847 года и похоронен в Сергиевской пустыни.

## Награды
Российской империи:
- Орден Святого Георгия 4-го класса (1807)[1]
- Золотая сабля алмазами украшенная (1814)[1]
- Орден Святой Анны 2-й степени с алмазными знаками
- Орден Святого Владимира 3-й степени
- Орден Святой Анны 1-й степени (1814); алмазные знаки к ордену (1824)[1]
- Орден Святого Владимира 2-й степени (30 августа 1825)[2]
- Орден Святого Александра Невского (1829); алмазные знаки к ордену (23 августа 1831)[1]
- Знак отличия «За военное достоинство» 2-й степени (1832)
- Знак отличия за XXX лет беспорочной службы (1833)[1]
- Орден Святого Владимира 1-й степени (1837)[1]

Иностранных государств:
- Кульмский крест (1813) (Королевство Пруссия)[1]
- Орден Красного орла 2-й степени (1814) (Королевство Пруссия)[1]
- Военный орден Максимилиана Иосифа рыцарский крест (1814) (Королевство Бавария)[1]
- Австрийский орден Леопольда командорский крест (1814) (Австрия)[1]